# Rodolfo Oroz
Rodolfo Oroz Scheibe (Santiago, 8 de julio de 1895-ibídem, 13 de abril de 1997) fue un escritor, profesor y filólogo chileno de ascendencia alemana.

## Biografía
Fue el segundo hijo de Ruperto Oroz Velásquez y de Elena Scheibe Röder. Estudió pedagogía en la Universidad de Leipzig, Alemania, en donde se tituló en 1920. Posteriormente, regresó a Chile para ejercer como profesor de latín, inglés, gramática y lingüística.
Entre 1933 y 1944, fue director del Instituto Pedagógico de Santiago, y en 1944 fundó el Instituto de Filología de Chile. Fue presidente de la Academia Chilena de la Lengua entre 1959 y 1980, y designado miembro de la Academia Chilena de la Historia en 1961. En 1978, fue galardonado con el Premio Nacional de Literatura de Chile, hecho que provocó grandes protestas, ya que fue considerado un estudioso de la lingüística más que un escritor propiamente dicho.
Durante 72 años fue miembro de la Facultad de Filosofía y Humanidades de la Universidad de Chile. En 1989, la Universidad Metropolitana de Ciencias de la Educación le entregó el primero de los doctorados Honoris Causa de la institución.
Falleció en 1997, a la edad de 101 años.

## Obras
Entre sus obras se cuentan:
- 1927, Antología latina (Leipzig, Alemania).
- 1927, Estudio sobre el latín clásico (ensayo publicado en Santiago).
- 1927, El castellano de nuestros deportistas (football-balompié) (artículo publicado en Studium. Revista chilena de cultura humanística (3), diciembre-noviembre de 1927).
- 1928, Diccionario de bolsillo español-inglés, inglés-español (Santiago).
- 1930, Teorías y cursividades relativas al origen del lenguaje (Santiago).
- 1932, Gramática latina, manual que compendia la morfología y la estructura de esta lengua en casi 500 páginas.
- 1932, Ejercicios latinos para cursos de humanidades y universitarios (Santiago).
- 1932, El uso metafórico de nombres de animales en el lenguaje familiar (Santiago).
- 1933, El elemento afectivo en el lenguaje chileno (Santiago).
- 1935, Juan Luis Vives y los humanistas de su tiempo (Santiago).
- 1953, Prefijios y seudofijos en el español de Chile (ensayo publicado en Santiago).
- 1957, Don Marcelino Menéndez Pelayo y la poesía latina (ensayo publicado en Santiago).
- 1959, Los chilenismos de José Martí (ensayo publicado en Santiago).
- 1966, Andrés Bello: Imitador de las Bucólicas de Virigilio (Santiago).
- 1966, La lengua castellana en Chile (Santiago).
- 1973, Diccionario de la lengua castellana (Santiago).
- 1987, Los animales en la poesía de Gabriela Mistral (Santiago)
- 2000, Estudios Mistralianos (editado por Alfredo Matus y publicado póstumamente en Santiago).